# Klášter Reichenau

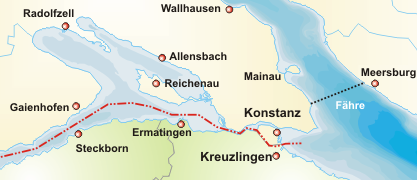
Poloha ostrova Reichenau na Bodamském jezeře. Legenda: žlutá - Německo, zelená - Švýcarsko

Klášter Augia na ostrově Reichenau na Bodamském jezeře byl založen misijním biskupem Pirminem roku 724, stal se významným říšským opatstvím a kulturním centrem v jižním Německu. Od roku 1540 byl priorátem kostnického biskupství, zrušen byl během německé sekularizace roku 1803.
V roce 2000 byl zapsán na seznam světového dědictví UNESCO.

## Dějiny

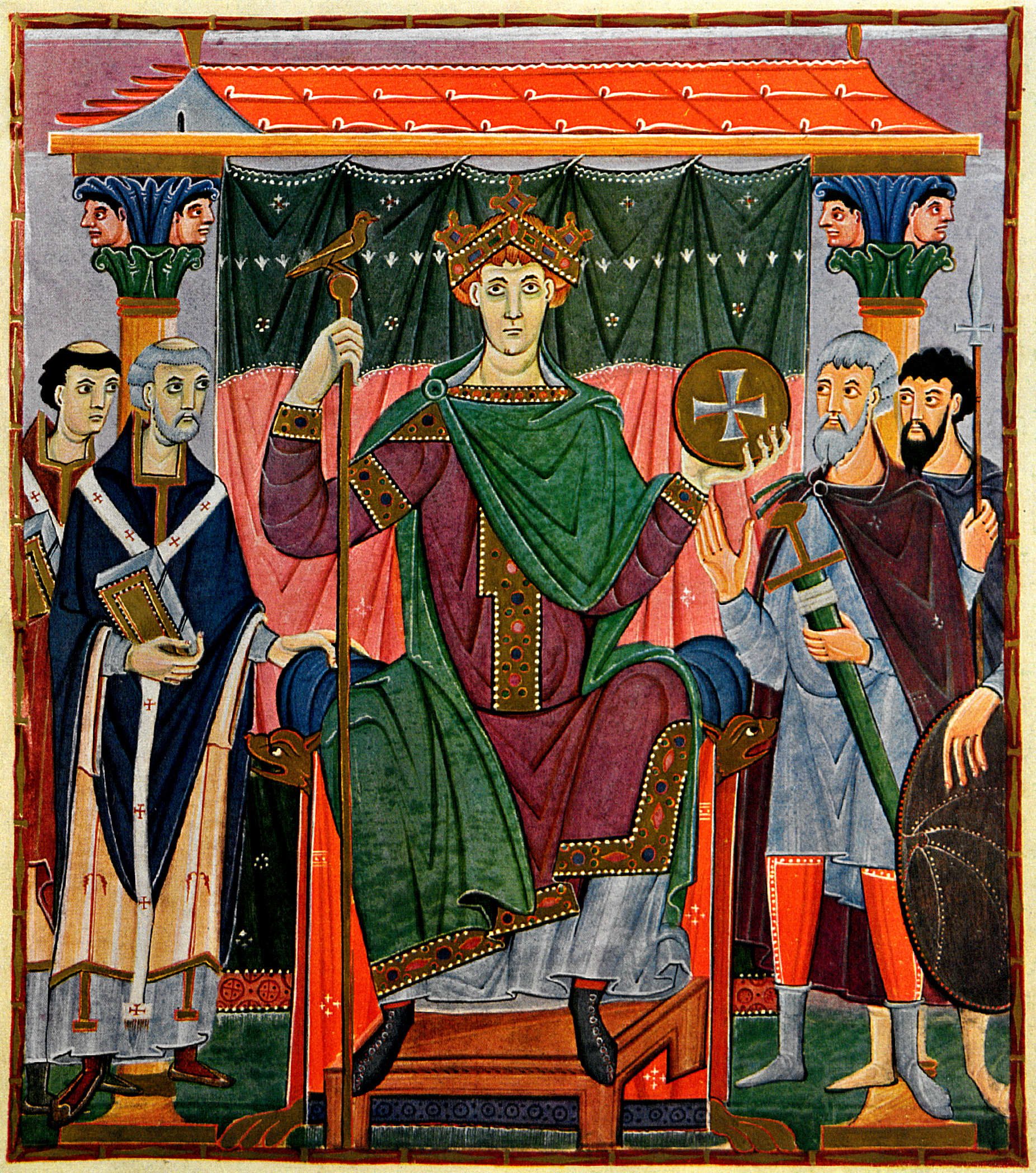
Evangeliář císaře Oty, reichenauská klášterní škola, okolo roku 1000

Počátky kláštera v oblasti Alamanie jsou spojeny s postavou misijního biskupa Pirmina pravděpodobně irského původu. Zakládací listinu kláštera z 24. dubna 724 rekonstruoval K. Brandi. V karolinské epoše nastala „zlatá doba“ Reichenau, s počátkem v době opata Walda († 814). Tehdy se opatství dostalo pod ochranu franských panovníků a stalo se zakladatelem klášterní školy učenců. Opat Hatto I. (806–823) dal postavit chrám zasvěcený Panně Marii v dnešním Mittelzellu. Z 9. století pochází Kniha reichenauského bratrstva a klášterní plán ze St. Gallenu. Tehdy také reichenauský opat a mohučský biskup Hatto III. (888–913) založil kostel svatého Jiří v dnešním Oberzellu. Slavným opatem této doby je také Walafrid Strabo (842-849).
Druhá doba rozkvětu nastala v době ottonské (10.–11. století), kdy byl klášter vybaven četnými privilegii (imunity, osvobození od cla, svobodná volba atd.) Tato doba je reprezentována opaty Witigowem (985–997), Immonem (1006–1008) a Bernonem (1008–1048), kteří začlenili klášter do reformního gorzského hnutí. V této době v klášteře působilo významné skriptorium a malířská dílna, do této doby spadají i nástěnné malby v kostele sv. Jiří v Oberzellu. V klášteře působil též spisovatel a skladatel Heřman z Reichenau a jeho žák Bertold z Reichenau.
Doba bojů o investituru v 11. a 12. století znamenala úpadek klášterního života, který vrcholil na počátku 15. století. Za druhého zakladatele kláštera je považován opat Friedrich von Wartenberg-Wildenstein (1427-1453). Klášter byl bulou papeže Julia II. inkorporován ke kostnickému biskupství a od roku 1540 se stal priorátem.
V roce 1803 bylo kostnické biskupství sekularizováno a klášter zanikl.
V současné době působí na ostrově malá komunita mnichů z beuronského kláštera, kteří tvoří komunitu Cella St. Benedikt.

## Seznam opatů
- Pirmin (zakladatel a opat) (724–727)
- Heddo (727–734)
- Keba (734–736)
- Arnefrid (biskup kostnický)
- Sidonius (biskup kostnický)
- Johannes (biskup kostnický, opat St. Gallen) (760–782)
- Petrus (782–786)
- Waldo (786–806)
- Haito (biskup bazilejský), (806–823)
- Erlebald (823–838)
- Ruadhelm (838?–842)
- Walafrid Strabo (838, 842–849)
- Folkwin (849–858)
- Walter (858–864)
- Hatto II. (864–871)
- Ruodho (871–888)
- Hatto III. (jako arcibiskup mohučský Hatto I., opat Ellwangen, Lorsch, Weißenburg) (888–913)
- Hugo (913)
- Thieting (913–916)
- Heribrecht (916–926)
- Liuthard (926–934)
- Alawich I. (934–958)
- Ekkehard I. (958–972)
- Ruodmann (972–985)
- Witigowo (985–997)
- Alawich II. (997–1000)
- Werinher (1000–1006)
- Immo (1006–1008)
- Berno (1008–1048)
- Ulrich I. (1048–1069)
- Meginwart (1069–1070)
- Ruopert (1071)
- Ekkehard II. von Nellenburg (1071–1088)
- Ulrich II. von Dapfen (1088–1123)
- Rudolf von Böttstein (1123–1131)
- Ludwig von Pfullendorf (1131–1135)
- Ulrich III. von Zollern (1135–1136)
- Otto von Böttstein (1136–1139)
- Frideloh von Heidegg (1139–1159)
- Ulrich IV. von Heidegg (1159–1169)
- Diethelm von Krenkingen (1169–1206)
- Hermann von Spaichingen (1206)
- Heinrich von Karpfen (1206–1234)
- Konrad von Zimmern (1234–1253?)
- Burkhard von Hewen (1253?–1259)
- Berchtold von Falkenstein (koadjutor, opat St. Gallen) (1258–1259)
- Albrecht von Ramstein (1260–1294)
- Markward von Veringen (1294–1296)
- Heinrich von Klingenberg (biskup kostnický) (1296–1306)
- Diethbelm von Kastel (opat Petershausen) (1306–1343)
- Eberhard von Brandis (1343–1379)
- Heinrich von Stöffeln (1379–1383)
- Mangold von Brandis (1383–1385)
- Werner von Rosenegg (1385–1402)
- Friedrich von Zollern (1402–1427)
- Heinrich von Hornberg (opat St. Peter) (1427)
- Friedrich von Wartenberg (1427–1453)
- Johann von Hundweil (1454–1464)
- Johann Pfuser v. Nordstetten (1464–1492)
- Martin von Weißenburg (1492–1508)
- Markus von Knöringen (1508–1516)
- Georg Fischer (opat Zwiefalten) (1516–1519)
- Gallus Kalb (1519)
- Markus von Knöringen (podruhé) (1523–1540)
- Johann Truchseß von Waldburg-Zeil (1628–1644)

## Klášterní patroni
- Panna Maria
- apoštolové Petr a Pavel
- evangelista Marek (po roce 749, kdy byly do kláštera dopraveny jeho relikvie

## Osobnosti
- svatý Pirmin, misijní biskup a zakladatel kláštera
- Heřman z Reichenau (1013–1054) skladatel církevní hudby
- Walafrid Strabo

## Památky

### Románské kostely

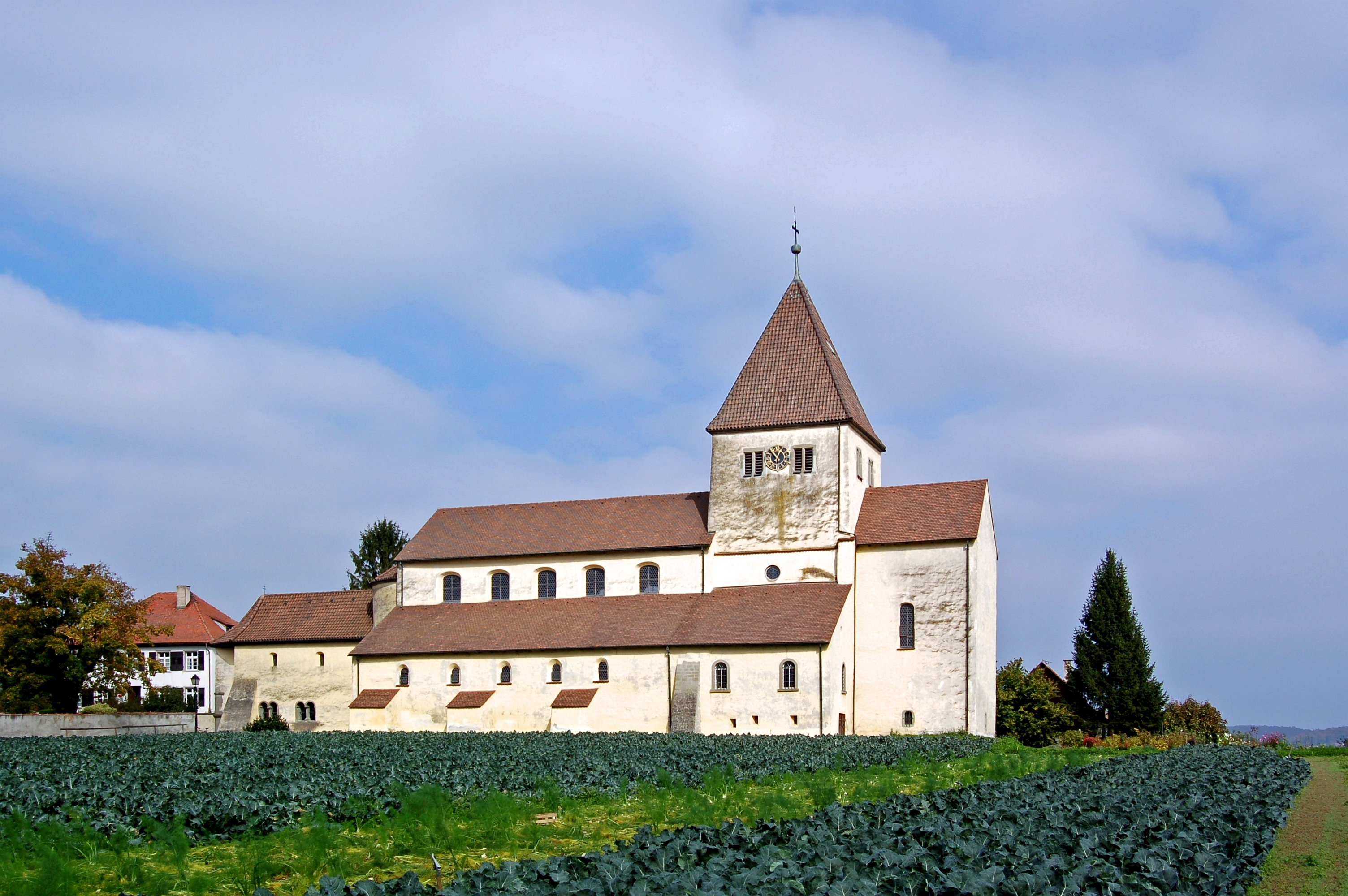
Kostel sv. Jiří v Reichenau

Hlavními památkami jsou tři románské kostely (9.–11. st.):
- Kostel svatého Jiří (St. Georg), Oberzell je proslaven svými ottonskými nástěnnými malbami z 10. století
- Chrám Panny Marie, Mittelzell dřívější konventní kostel, dnes farní. Nejstarší část byla posvěcena r. 816, hlavní loď je tojlodní, v kostele se nacházejí ostatky sv. Marka a pokladnice.
- Kostel svatých Petra a Pavla, Niederzell založený roku 799 alamanským biskupem Eginem z Verony